# 昌平橋駅

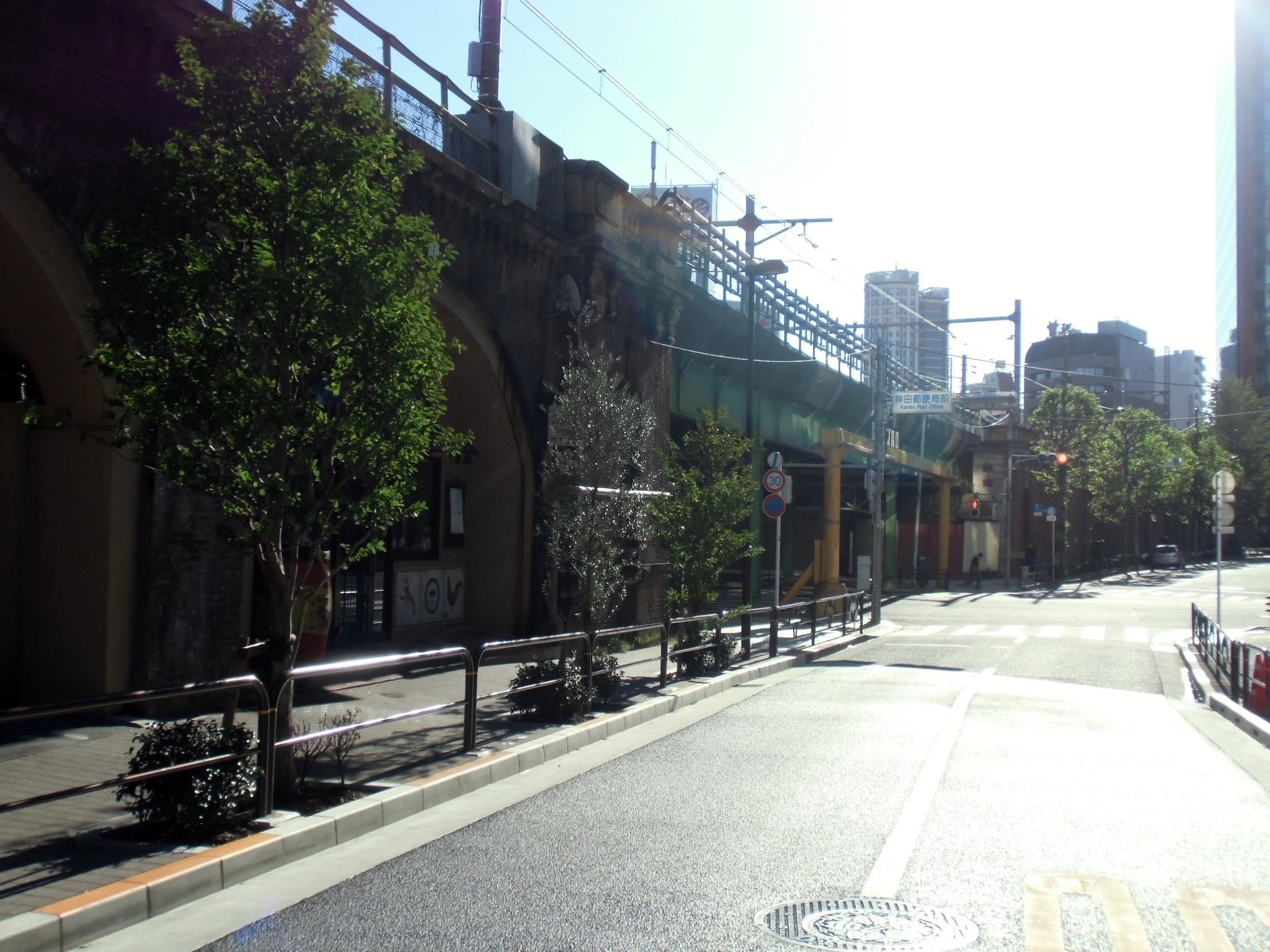
現在の紅梅河岸高架橋（旧昌平橋駅）
上の写真とほぼ同位置から撮影

昌平橋駅（しょうへいばしえき）は、東京府東京市神田区（現:東京都千代田区）にあった国有鉄道（開業時は帝国鉄道庁、廃止時は鉄道院）中央本線の駅。
万世橋駅の開業によって、1912年（明治45年）に廃止となった。

## 歴史
1904年（明治37年）12月31日に、甲武鉄道は飯田町駅から御茶ノ水駅までを開業。直ちに御茶ノ水駅から万世橋駅までの工事に着手するが、工事途中の1906年（明治39年）10月1日に甲武鉄道が鉄道国有法（明治39年3月31日法律第17号）により国有化される。工事は国有鉄道に継承され、万世橋駅延伸までに約7年を要した。
その間、1908年（明治41年）4月19日に御茶ノ水駅以東の0.3哩（≒0.48 km）が延伸開業し、仮駅（仮停車場）として紅梅河岸高架橋上に昌平橋駅（昌平橋仮停車場）を設置した。1911年（明治44年）5月1日に中央本線が全通すると、名古屋に至る中央本線の始発駅（起点）となったが、1912年（明治45年）4月1日に万世橋駅までの0.2哩（≒0.32km）が延伸開業され、仮駅の昌平橋駅は廃止された。
2014年（平成26年）12月13日、御茶ノ水駅開業110周年を記念して記念入場券が発売され、万世橋駅及び昌平橋駅のレプリカ入場券が付属した。

### 年表
- 1908年（明治41年）4月19日：帝国鉄道庁（国有鉄道）の駅として運輸営業を開始[2]。
- 1909年（明治42年）10月12日：国有鉄道線路名称（明治42年鉄道院告示第54号）制定により中央東線の所属となる[3]。
- 1911年（明治44年）5月1日：中央本線が全通、始発駅（起点）となる[4]。
- 1912年（明治45年）4月1日：万世橋駅の開業（旅客取扱開始）に伴い廃止[5]。

## 駅構造
仮駅として開業したため本格的な駅舎は建設されず、煉瓦造り4連アーチの紅梅河岸高架橋上に仮設のプラットホームと木造ホーム上屋が設けられた。駅入口と改札は高架橋の1番アーチ（神田方）に設けられ、神田川に張り出して設置された仮設階段から、高架橋上のプラットホームに上がる構造だった。
プラットホームは片面ホーム1面1線で、プラットホーム東端で仮設階段と連絡していた。また、神田川側に側線が設けられていた。
仮駅廃止に伴い構造物は撤去され、現在は駅の痕跡すら存在しない。また、紅梅河岸高架橋下のアーチ部は個人商店や倉庫として使われていたが、ジェイアール東日本都市開発により再開発され、2008年（平成20年）に聚楽グループのエル・チャテオデルプエンテ（JR紅梅橋高架下1号）、酒亭じゅらく お茶の水店（JR紅梅橋高架下2号）、Chinese Café 杜蘭香（JR紅梅橋高架下3号）、CAVE BAR 紅梅河岸（JR紅梅橋高架下4号）が入居している。

## 駅画像

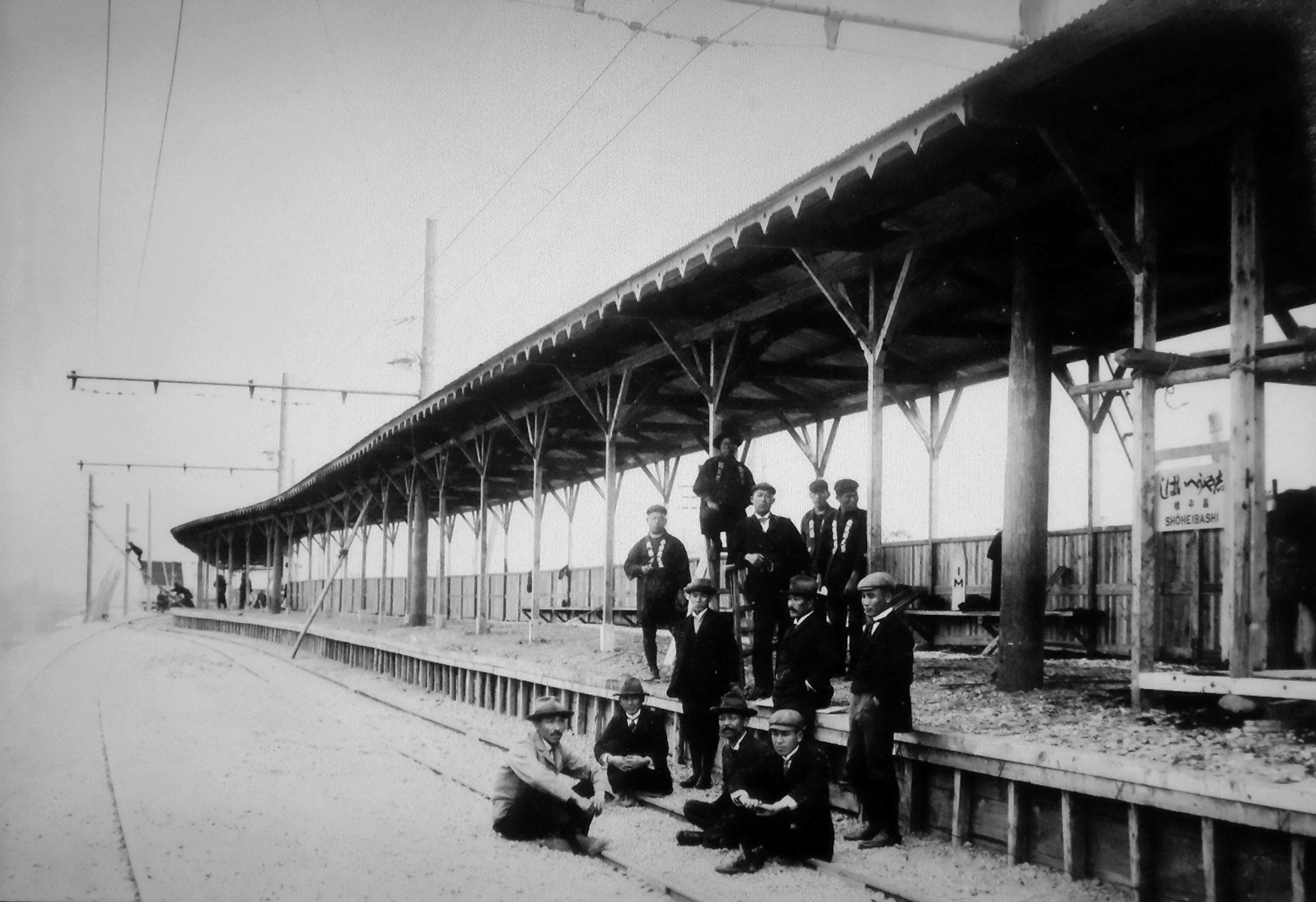
ホーム（1908年4月）
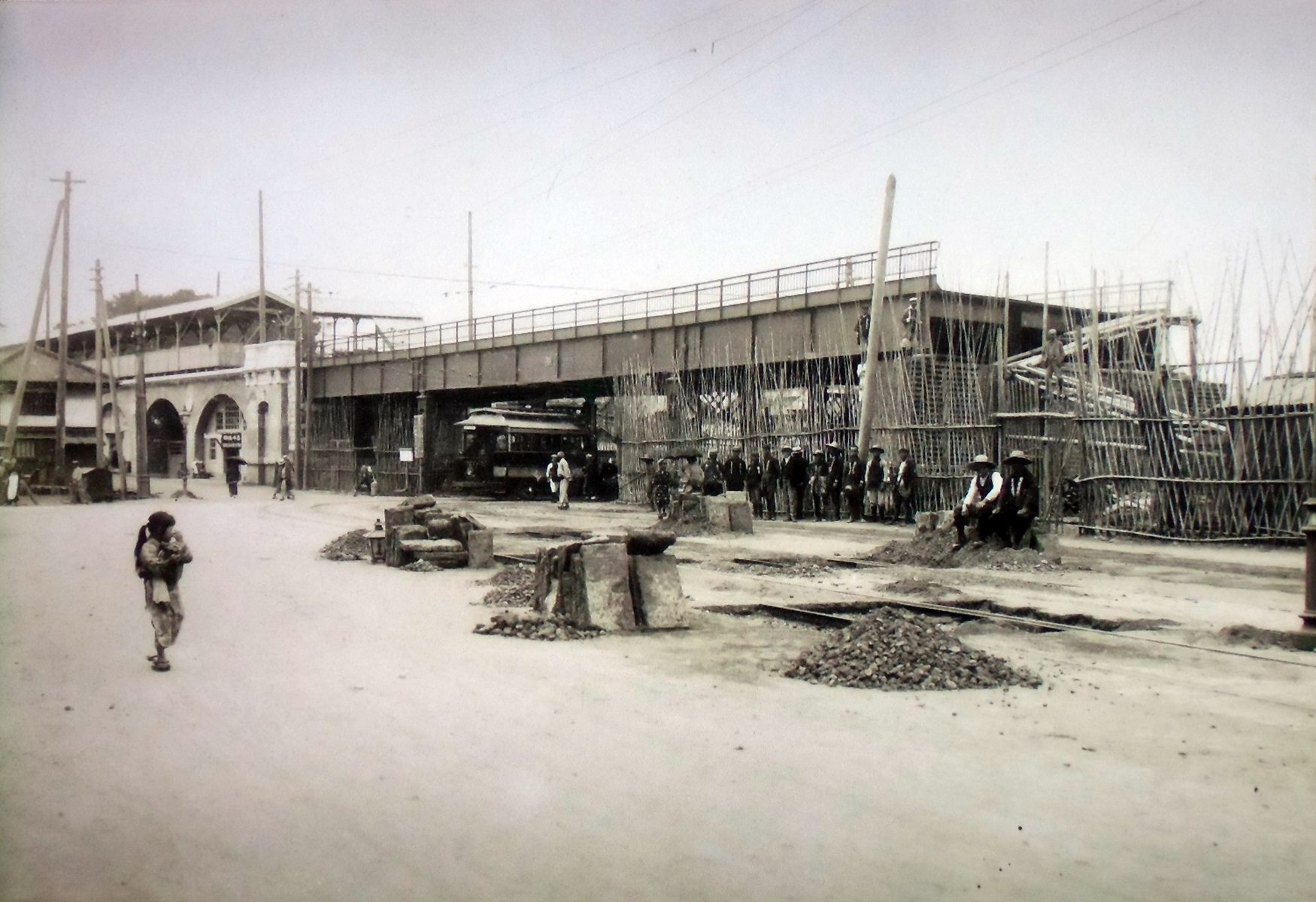
昌平橋駅（左奥）と昌平橋架道橋（1908年7月）
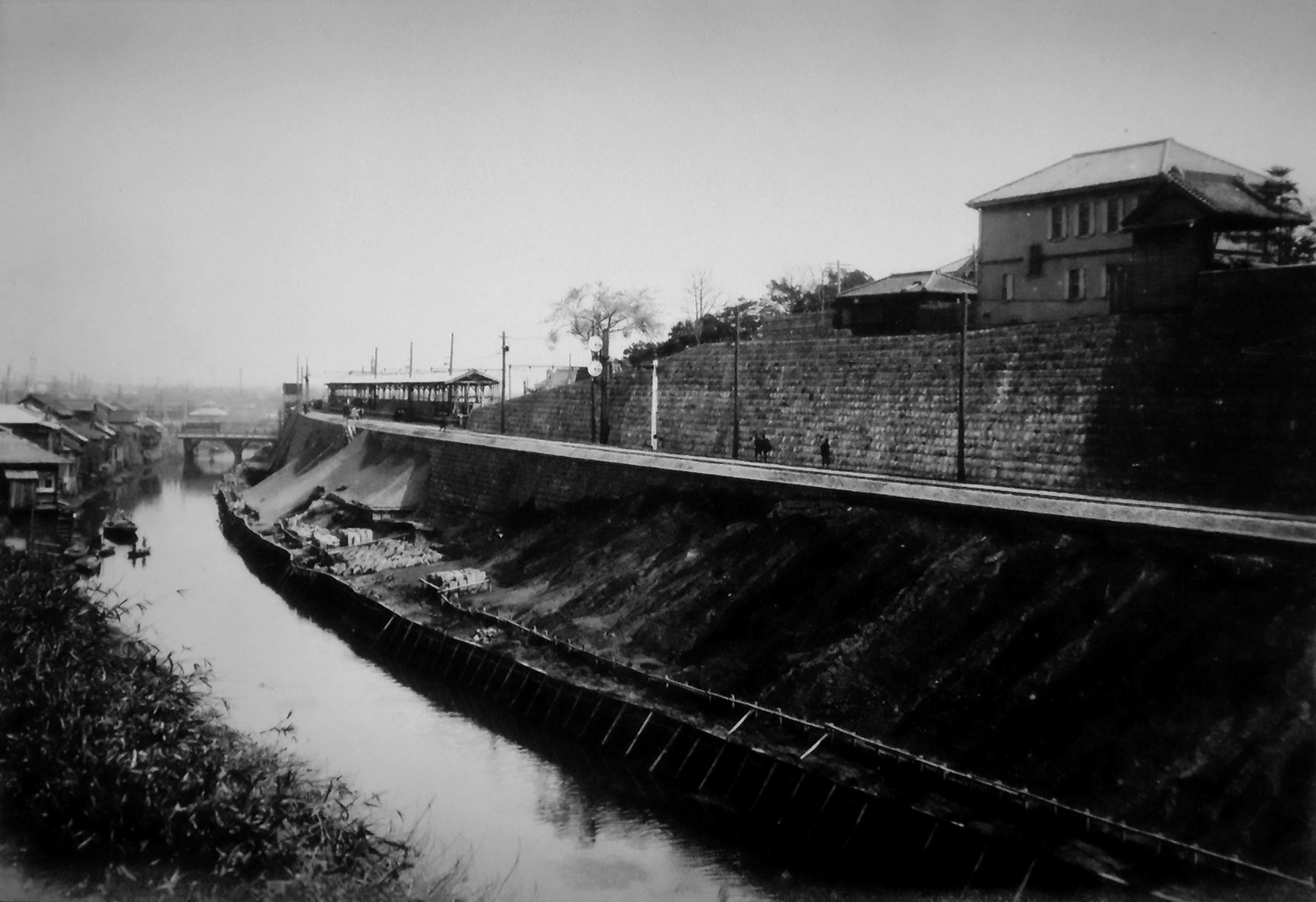
遠景（1908年4月）
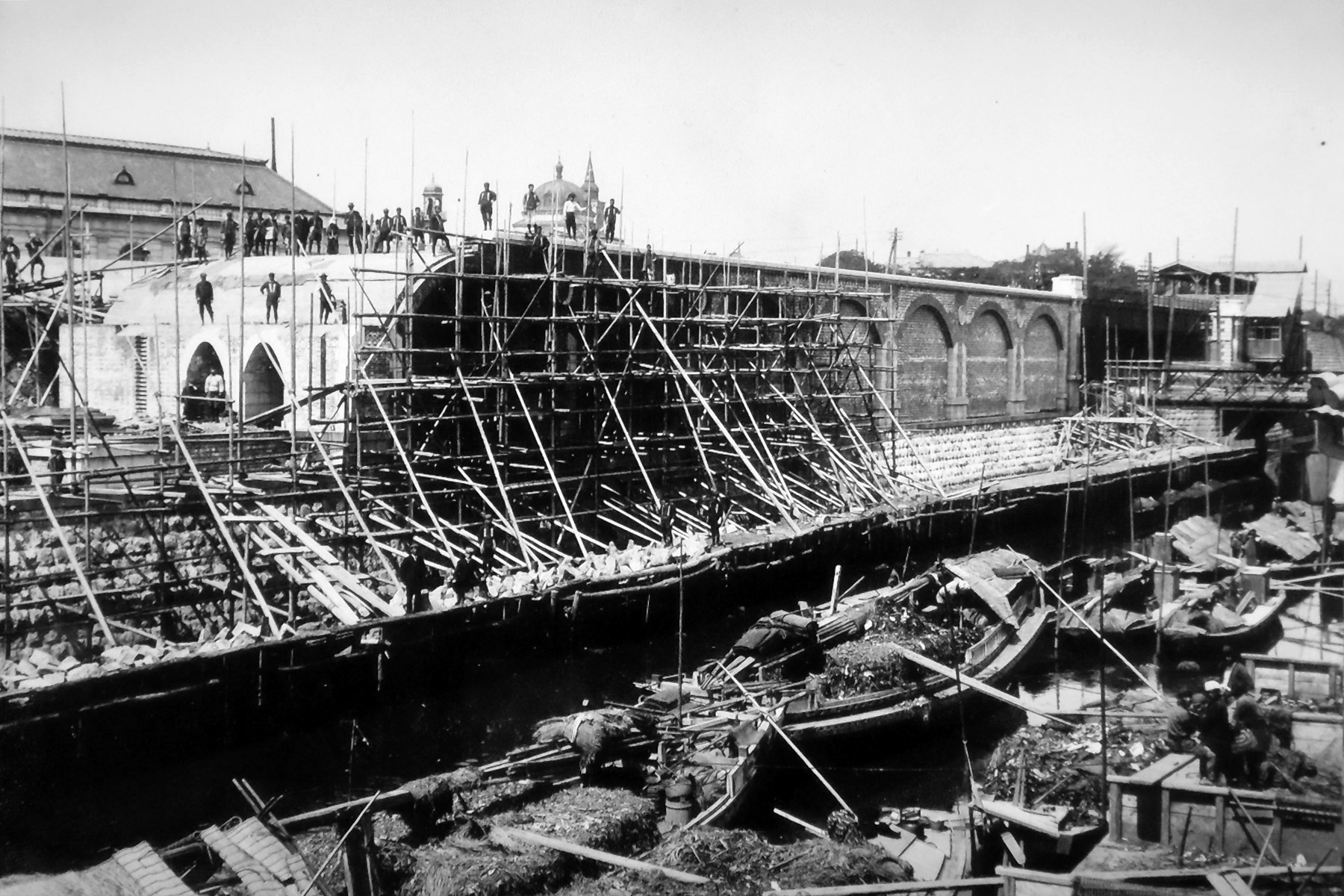
昌平橋駅（右奥）と建築中の万世橋高架橋（1909年5月）

## 隣の駅
鉄道院
中央本線
昌平橋駅 - 御茶ノ水駅